# Bukáček novozélandský
Bukáček novozélandský (Botaurus novaezelandiae) je vyhynulý druh volavkovitého ptáka z rodu Botaurus, který se endemicky vyskytoval na Novém Zélandu. Vyhynul kolem roku 1895 následkem predace invazivními druhy savců. 

## Systematika
Bukáček novozélandský je úzce příbuzný s bukáčkem malým (Botaurus minutus, v minulosti Ixobrychus minutus), se kterým byl po dlouhou dobu považován za stejný druh. Moderní taxonomie však bukáčka novozélandského vyčleňuje jako samostatný druh na základě odlišné morfologie. Bukáček novozélandský je oproti bukáčkovi malému větší s vyšším množstvím pruhů, které jsou tmavší. Moderní genetické analýzy poukázaly na to, že rod Ixobrychus, kam se bukáček malý dlouho řadil, byl parafyletický, načež byli bukáček malý i novozélandský přeřazeni do rodu Botaurus. V místní maorštině se druh nazýval kaoriki.

## Popis
Tento menší opeřenec měřil kolem 37 cm a vážil asi 250 g. Korunka a šíje byly namodrale černé, horní část hřbetu černá s červenohnědými pruhy. Hrdlo bylo žlutohnědé, ocas černý. Letky byly tmavě hnědé. Horní strana křídel byla u těla černohnědá se žlutohnědým pruhováním, od loketního kloubu ke konci křídel kaštanová. Zbytek těla byl převážně kaštanový až žlutohnědý s tmavými místy. Zobák byl tmavě hnědý. Neopeřená kůže mezi zobákem a očima byla žlutozelená, oči zlaté a nohy zelené. Samice a samec si byli velmi podobní, což je u příbuzných druhů bukačů nezvyklé.

## Biologie
O biologii druhu jsou známy pouze útržkovité informace. Walter Buller zmiňuje, že podle objevitele Williama Dochertyho se jednalo o samotářsky žijící ptáky, kteří celé hodiny nehybně stáli na jedno místě s hlavou ohnutou k vodní hladině nebo napřímenou přímo vzhůru, takže tělo zaujímalo takřka svislou pozici. Sám Buller napsal, že volání bukáčka novozélandského připomíná tišší hlas ledňáčka a v případě vyrušení vydává prasklavý nářek. Bukáček novozélandský v zajetí se živil menšími rybkami a červy, avšak podávaná potrava musela být ponořena ve vodě.

## Výskyt
Podle subfosilních nálezů napříč oběma hlavními ostrovy a na Chathamově ostrově lze usuzovat, že bukáček měl široký areál výskytu na novozélandské pevnině i Chathamově ostrově. Zaznamenaná stanoviště představují houštiny při okrajích slaných lagun a říček. I přes geograficky rozptýlená stanoviště, malý počet nalezených subfosilií napovídá, že se nikdy nejednalo o početný druh.

## Vyhynutí
Bukáček novozélandský dokázal přežít první vlnu invazivních savců, zahrnujících krysu ostrovní, která se na Nový Zéland dostala již ve 13. století s prvními Polynésany. Počty bukáčka patrně snížilo vypalování lesů a odvodňování močálů (mj. na východě Jižního ostrova). Z 19. století pochází většina přímých pozorování druhu pouze jen ze Západního pobřeží Jižního ostrova (výjimku představuje záznam z Taurangy z roku 1836 a jezera Wakatipu). V 60. letech 19. století již byl bukač velmi vzácný a poslední záznam pochází z 90. let 19. století. Odhadovaný rok vyhynutí druhu je 1895. Doba vyhynutí bukáčka novozélandského odpovídá masivnějšímu rozšíření potkanů, koček, krys obecných a lasicovitých šelem, které s největší pravděpodobností stály za vyhynutím bukáčka. Z archeologických nalezišť maorských sídlišť pochází pouze jeden záznam kosterních pozůstatků bukáčka novozélandského, což naznačuje, že druh mohl být příležitostně loven.